# Lovefoxxx
Lovefoxxx (nacida Luísa Hanaê Matsushita, Campinas, Brasil, 25 de febrero de 1984) es la vocalista principal de la banda de rock Cansei de Ser Sexy (CSS). 
Lovefoxxx es de ascendencia japonesa, portuguesa y alemana. Ilustradora y asistente de diseño artístico desde la edad de 16 años, abandonó su antiguo trabajo para dedicarse del todo a la banda. 
En 2006, Lovefoxxx fue votada como la 10# más cool, en la lista anual de NME.
En mayo de 2008 , Lovefoxxx estaba en la portada de la revista Vogue RG . [ 2 ]
En 2010 , se presentó en Lovefoxxx tanto el DJ francés Kavinsky de nuevos sencillos y de 80kidz banda japonesa , conocidos respectivamente como ' Nightcall ' y ' Boy estropeado ' . ' Nightcall ' se incluyó en la banda sonora de la película de 2011 Drive . También participó en el proyecto de N.A.S.A. El Espíritu de Apolo , en una pista llamada A Volta . Lovefoxxx apareció en el álbum de Steve Aoki las maravillas ( 2011) , en una canción titulada " Heartbreaker" , que fue lanzado como sencillo a principios de 2012 .

## Discografía
Colaboraciones
| Año  | Canción                                      | Artista         | Álbum                   |
| ---- | -------------------------------------------- | --------------- | ----------------------- |
| 2007 | «See You At The Lights»                      | 1990s           | Cookies                 |
| 2008 | «I Love To Hurt (You Love To Be Hurt)»       | Primal Scream   | Beautiful Future        |
| 2009 | «A Volta» (con Amanda Blank y Sizzla)        | N.A.S.A.        | The Spirit of Apollo    |
| 2010 | «Nightcall»                                  | Kavinsky        | OutRun                  |
| 2010 | «Spoiled Boy»                                | 80kidz          |                         |
| 2011 | «L.O.V.E. Banana»                            | João Brasil     |                         |
| 2012 | «Heartbreaker»                               | Steve Aoki      | Wonderland              |
| 2013 | «(F.U.T.D.) Time Of Waste» (con Alex Taylor) | Gang Gang Dance | SUM/ONE                 |
| 2013 | «Flowers»                                    | Gang Gang Dance | SUM/ONE                 |
| 2014 | «Water The Garden»                           | Bosco Delrey    | The Green Tiger's Alibi |